# Station Westerveld
Station Westerveld (telegrafische code: Dhw), voor 1968 Station Driehuis-Westerveld, was een station aan de voormalige IJmondlijn tussen Santpoort Noord en IJmuiden en tot 1957 ook aan de spoorlijn Haarlem - Uitgeest bij Begraafplaats Westerveld en het dorp Driehuis. Het station was geopend van 1 mei 1885 tot de sluiting van de spoorlijn naar IJmuiden op 25 september 1983.

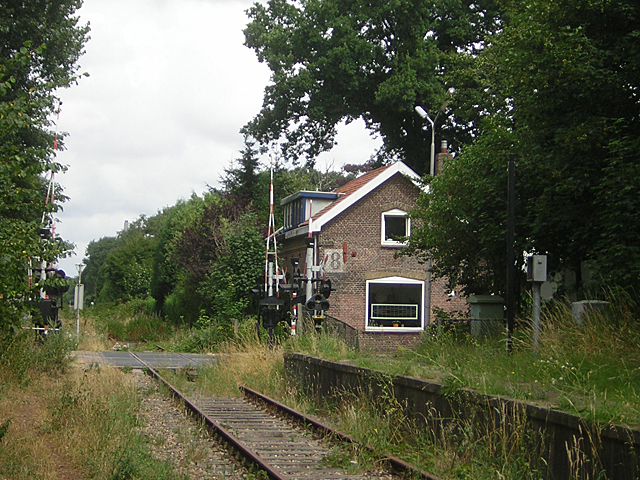
Station Driehuis Westerveld anno 2006.

In 1995 is dit station weer opgeknapt en gedurende twee jaar werd het aangedaan door de Kennemerstrand Expres van Lovers Rail, richting IJmuiden. Sinds 1999 is dit station weer buiten dienst. Driehuis wordt nu bediend via station Driehuis.
Over de voormalige spoorlijn loopt nu het HOV Velsen en op de plek van dit voormalig station ligt nu de halte Driehuis, Westerveld.

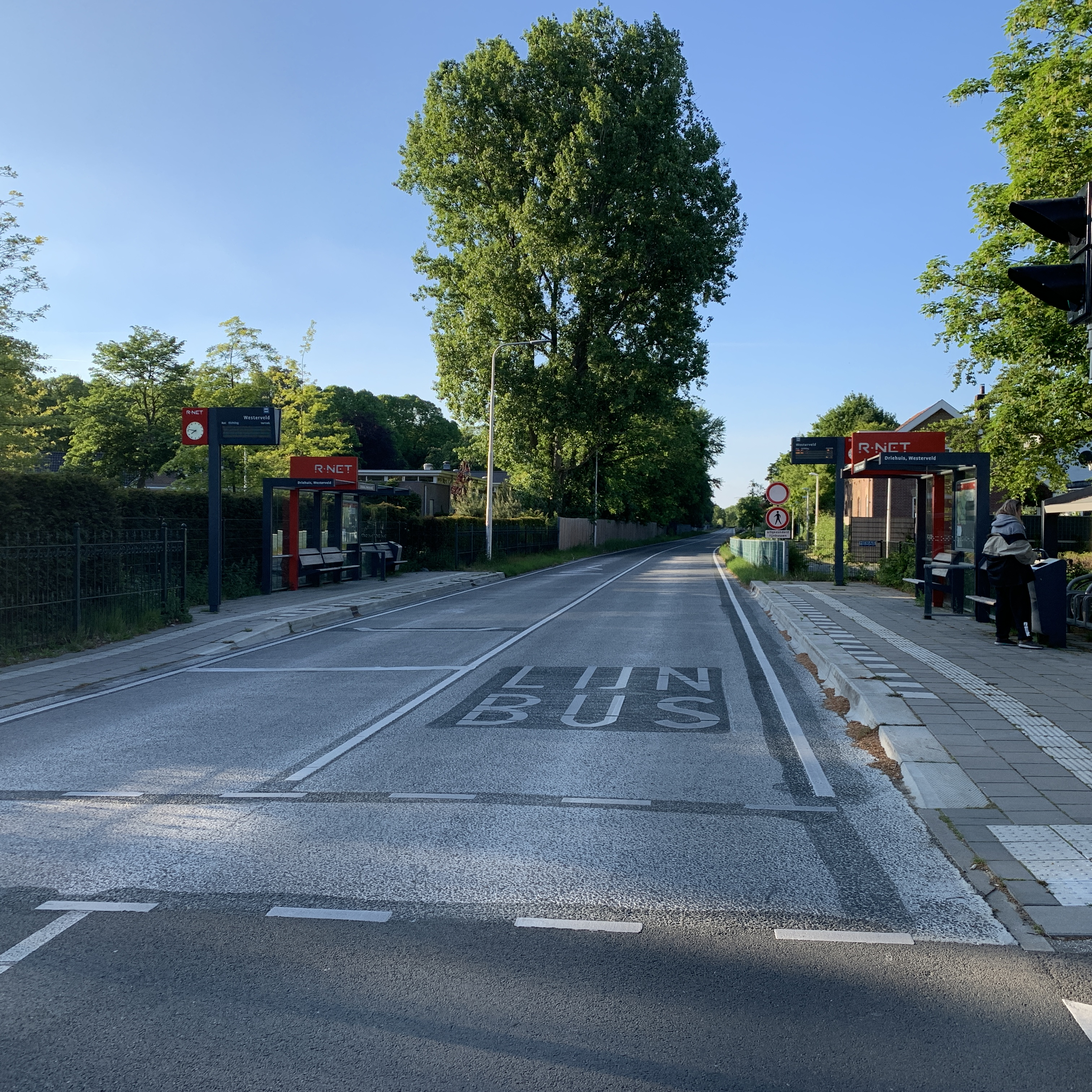
De bushalte van HOV Velsen, op de plek van het voormalige station, mei 2020